# Gymnogeophagus grupo gymnogenys
Gymnogeophagus grupo gymnogenys es uno de los conjuntos o subdivisiones en que está seccionado el género de peces de la familia de los cíclidos Gymnogeophagus. Agrupa especies que habitan en el centro-este de América del Sur. Son identificados como castañetas largas en oposición a las “cortas” que componen el grupo rhabdotus.

## Particularidades morfológicas y comportamentales
Todos los integrantes del grupo poseen las sinapomorfias que caracterizan al género: ausencia de supraneurales y la existencia de una espina ósea sobre el primer pterigoporo dorsal.
Las especies del grupo gymnogenys conforman un conjunto monofilético, el cual se separa del grupo rhabdotus, entre otros rasgos, por diferencias morfológicas, por ejemplo en la disposición y número de series de escamas (entre 26 y 28 escamas) y de radios, además de sus patrones cromáticos, siendo notablemente dimórficas.
Antes del período reproductivo, cada macho adulto de las especies del grupo gymnogenys desarrolla una destacada giba en la nuca, la cual constituye un depósito de grasa para ser utilizada durante el período de incubación y crianza de la prole, aunque también se ha postulado funciones extras en la exhibición, defensa de territorios y formación de parejas. También los machos de este grupo, al llegar la primavera, toman una coloración vívida, la cual mantienen durante todo el período reproductivo.
Rasgos particulares en sus hábitos reproductivos
También este grupo se distingue por particularidades reproductivas tanto en la puesta como en el cuidado parental.
Las especies del grupo gymnogenys son incubadores bucales uniparentales; esta estrategia se considera un carácter derivado.
Los machos del grupo son polígamos, es decir, cada uno defiende un territorio y allí puede disponer de 2, 3 o más hembras a las que les fecundará sus puestas de manera alternativa. Luego de la puesta, a los pocos minutos, o antes del nacimiento, la hembra que había liberado los huevos los introduce en su boca y completa allí la incubación e incluso el nacimiento de las crías y su primera etapa de vida. Además, al igual que ocurre con otros integrantes del género, cuando las crías son nadadoras libres continúa el cuidado intrabucal; si la madre detecta algún peligro potencial, mediante una mueca hecha con sus mandíbulas, les da aviso para que raudamente se introduzcan en su cámara bucal hasta que la amenaza se disipe. Si la hembra es pescada, mantiene a sus crías allí protegidas, liberándolas solo cuando vuelve al agua.

## Distribución geográfica

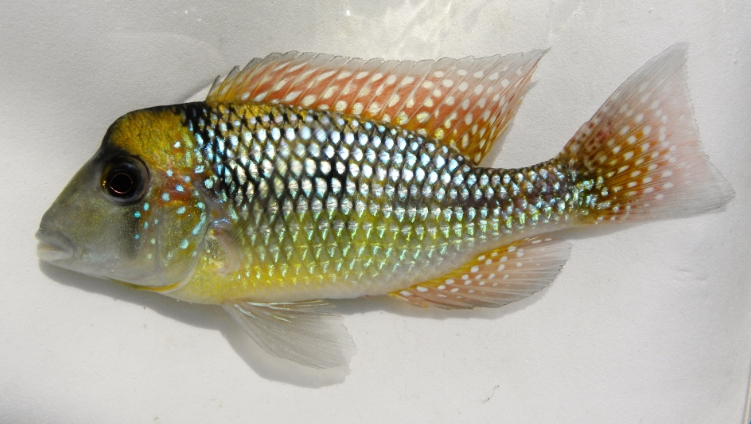
Gymnogeophagus gymnogenys capturado en el departamento de Treinta y Tres, Uruguay.

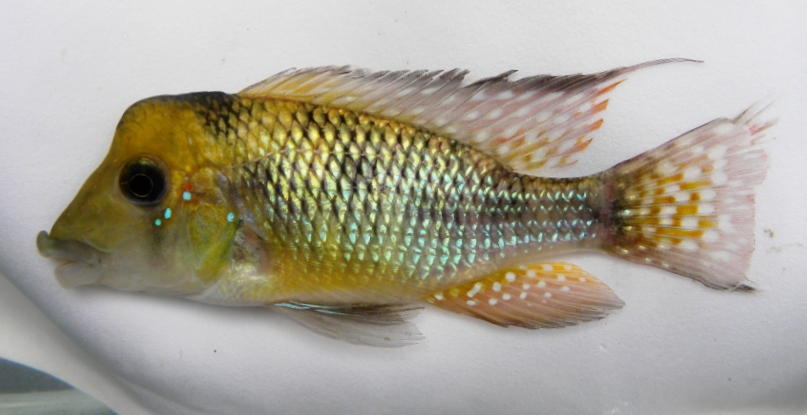
Gymnogeophagus pseudolabiatus capturado en la ciudad de Artigas, en el departamento homónimo, Uruguay.

Las especies del grupo gymnogenys habitan en cursos fluviales en el centro-este de América del Sur, en climas desde templados y subtropicales hasta tropicales, distribuyéndose especialmente en la  cuenca del Plata, en el sistema de la laguna de los Patos-Merín y en la cuenca del río Tramandaí, encontrándoselos en el Paraguay, el extremo oriental de Bolivia, todo el Uruguay, el centro y noreste de la Argentina y el centro y sur del Brasil. 
Solo una especie (G. balzanii), la que es común en la cuenca del río Paraguay, fue capturada en la cuenca amazónica, en el tramo superior del río Guaporé, afluente del río Madeira. Esta población disyunta se habría diseminado luego de conexiones relativamente recientes entre ambas cuencas.    
Esa misma especie fue citada para dos localidades de afluentes del alto río Bermejo, en la provincia argentina de Salta, bastante alejadas de las poblaciones más próximas, reportadas en el chaco húmedo (río Bermejo inferior) y sin registros publicados para localidades intermedias.
En el río Paraná no se han encontrado miembros del grupo en la ecorregión de agua dulce Paraná superior, pero sí en la del Paraná inferior y en todo el río Uruguay, alcanzando por el sur a los arroyos que vuelcan sus aguas en la ribera derecha del tramo superior del Río de la Plata.

## Taxonomía

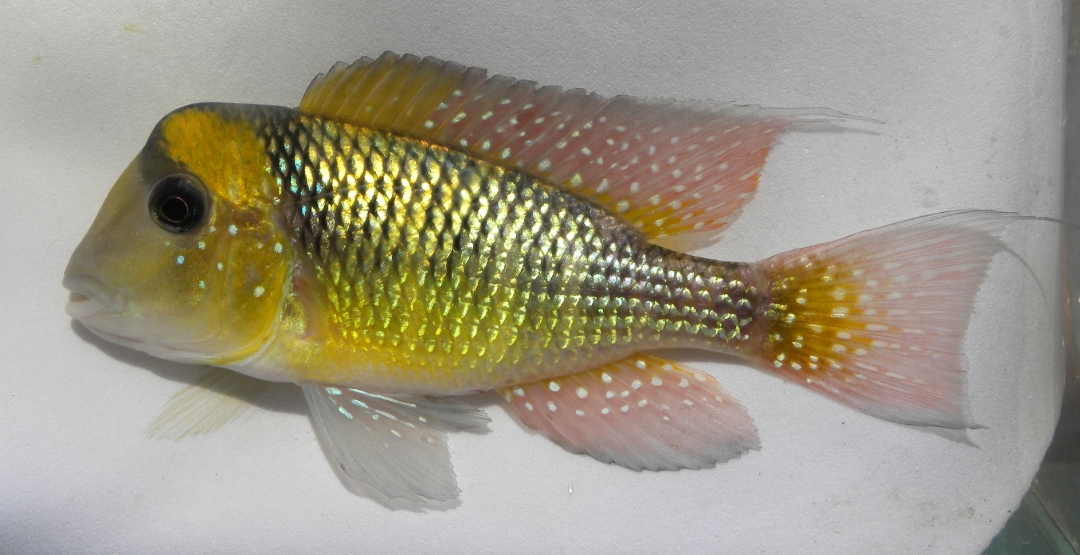
Un ejemplar de Gymnogeophagus mekinos capturado en Pueblo Ansina, departamento de Tacuarembó, Uruguay.

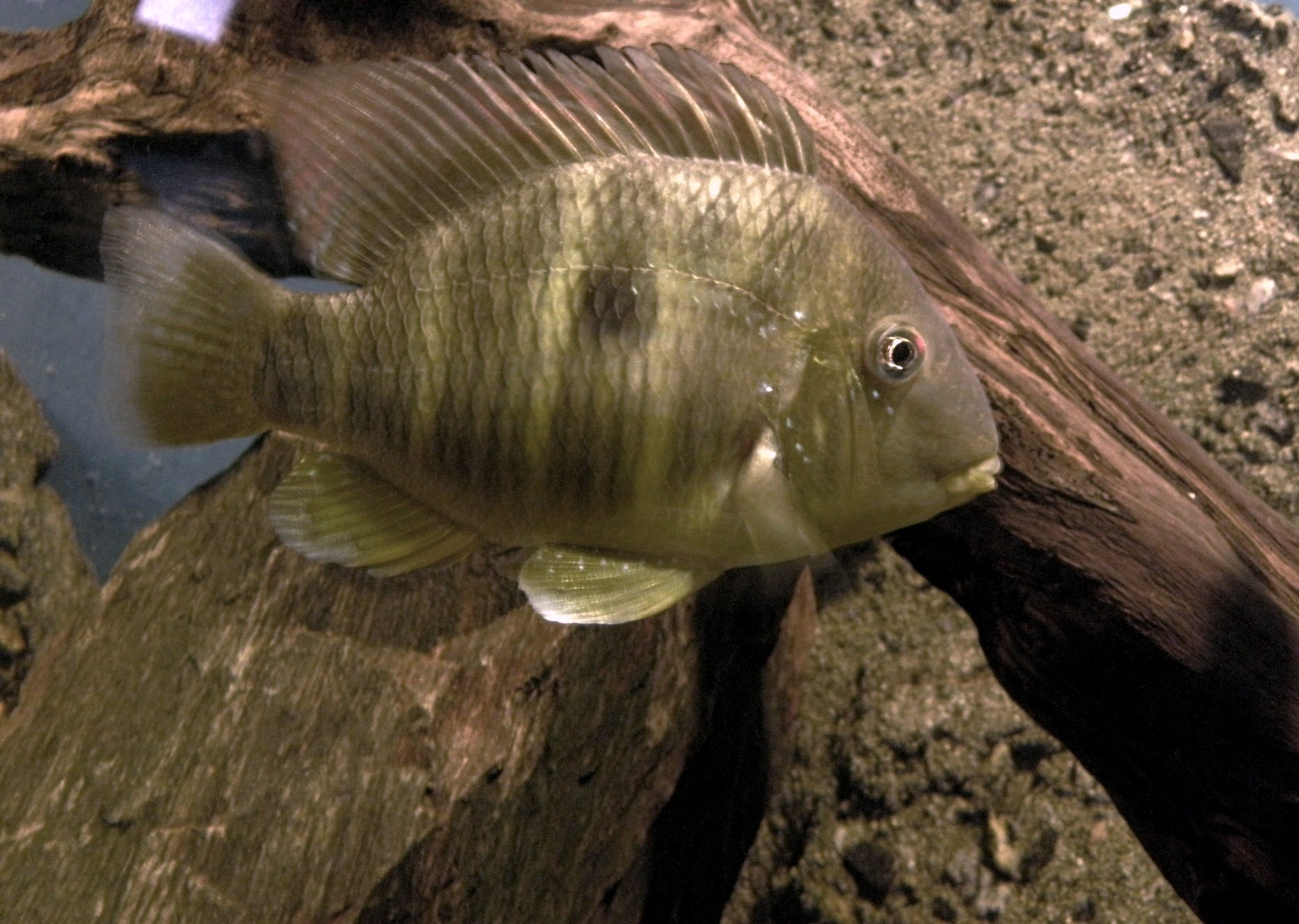
Hembra adulta de Gymnogeophagus balzanii, una morfológicamente particular especie dentro del grupo gymnogenys.

Algunos investigadores, como resultado de análisis genéticos, relacionan con este grupo a Gymnogeophagus balzanii; anteriormente otros habían postulado que al poseer esa especie características morfológicas únicas, era más adecuado adscribirla a un grupo propio y monotípico. Teniendo esto presente, en el grupo gymnogenys se han reunido un total de 14 especies ya descritas por la ciencia, aunque hay varias más en proceso de estudio, si bien la taxonomía del grupo es muy compleja.
- Gymnogeophagus australis (Eigenmann, 1907)
- Gymnogeophagus balzanii (Perugia, 1891)
- Gymnogeophagus caaguazuensis Staeck 2006[13]
- Gymnogeophagus constellatus Malabarba, Malabarba & Reis, 2015[14]
- Gymnogeophagus gymnogenys (Hensel, 1870)
- Gymnogeophagus jaryi Alonso, Terán, Aguilera, Říčan, Casciotta, Serra, Almirón, Benítez, García & Mirande, 2019[15]
- Gymnogeophagus labiatus (Hensel, 1870)
- Gymnogeophagus lacustris (Reis & Malabarba, 1988)[1]
- Gymnogeophagus lipokarenos Malabarba, Malabarba & Reis, 2015[14]
- Gymnogeophagus mekinos Malabarba, Malabarba & Reis, 2015[14]
- Gymnogeophagus missioneiro Malabarba, Malabarba & Reis, 2015[14]
- Gymnogeophagus peliochelynion Turcati, Serra-Alanis & Malabarba, 2018[16]
- Gymnogeophagus pseudolabiatus Malabarba, Malabarba & Reis, 2015[14]
- Gymnogeophagus tiraparae (González-Bergonzoni, Loureiro & Oviedo, 2009)[17]

G. labiatus y G. lacustris son los linajes ancestrales del grupo. A su vez, en base al análisis del citocromo b mitocondrial que demostró una evolución con patrón de diferenciación explosiva, se ha configurado en su interior un complejo de especies, el denominado: «complejo Gymnogeophagus gymnogenys», el cual agrupa a 5 grupos monofiléticos, entre los que se encuentra el taxón tipo de dicha especie o G. gymnogenys sensu stricto, así como también a la especie G. tiraparae y a otros 3 filogrupos. No se ha encontrado alguna correlación entre los 5 linajes filogenéticos y una estructuración hidrográfica, ya que ejemplares pertenecientes a diferentes clados filogenéticos fueron colectados en los mismos arroyos de las mismas localidades.